# Онлайн художествена галерия
Онлайн художествена галерия е галерия, чиято основна дейност се развива в интернет.

## Цел и тип на онлайн художествени галерии
Онлайн художествена галерия е уебсайт, където се показват произведения на изкуството. Обикновено онлайн галериите се управляват като бизнес с цел показване и продажба на произведения на изкуството. Други варианти включват:
- Съвременната художествена галерия, която показва произведения на изкуството от техни настоящи, бъдещи или минали изложби, най-често за информиране на публиката, а не с оглед продажба на изкуство през интернет.
- Художник създава собствена онлайн галерия с цел да популяризира своето творчество.
- Интернет сайт, където се провеждат конкурси за млади автори, за да получат признание за своето изкуство и художествени таланти. Крайната цел е групова изложба на победителите, която също се провежда онлайн.
- Други галерии са посредници между авторите и колекционерите, като първите заплащат месечна такса или се съгласяват да заплащат комисионна на галерията при продажба.